# アルバート・バエズ
アルバート・ヴィニシオ・バエズ（Albert Vinicio Báez、1912年11月15日 - 2007年3月20日）はメキシコ系アメリカ人の物理学者。メキシコのプエブラ生まれ。
X線顕微鏡と後のX線望遠鏡の初期の発展に重要な貢献を果たした。
娘に歌手のジョーン・バエズとミミ・ファリーニャがいる。父がメソジスト牧師であったため2歳の時に家族でアメリカへ引っ越した。ブルックリンで育ち数学と物理に転じるまでは牧師になることを考えていた。

## 幼少期
父親は、息子が2歳の時にカトリック主義を捨てたメソジスト牧師であった。自身も若い頃は牧師になることを考えていた。
数学で1933年にドル―大学の学士を、1935年にシラキュース大学で修士を取得した。1936年に聖公会の祭司の娘であるジョーン・チャンドス・ブリッジと結婚した。2人はクエーカー教徒となった。ポーリン、ジョーン、ミミという3人の娘をもうけカリフォルニアへ移り、スタンフォード大学の物理博士課程に入学した。1948年に博士課程指導教官であるポール・カークパトリックと生きている細胞を調べるためのX線反射顕微鏡を共同開発した。この顕微鏡は現在でも医療で使われている。1950年にスタンフォード大学から物理博士号を得た。卒業後は、X線を集束するために屈折の代わりに回折を用いる不透明と透明を切り替える物質の同心円を開発した。このゾーンプレートは十分に明るく高強度のシンクロトロンX線源の開発によって数十年後に有用で本質的であることが証明された。

## 学生
冷戦が強まった1950年代に、バエズの才能は軍備拡張が高まり需要が高まった。しかし、家族の平和主義に動かされ有用な防衛産業の地位を断り、代わりに教育と人道主義へ専心した。
1950年から1956年の間、レッドランズ大学の教授職を得て、そこでX線の研究を続けた。1951年の1年間はユネスコとともにバグダッド大学に物理学部と研究所を作るためにバグダッドへ家族で駐在した。1959年にMITで教授職を得て、ボストンに家族で引っ越した。1960年にはケンブリッジのスミソニアン天体物理観測所に勤め、X線望遠鏡の光学を発展させた。その年以降はハーベイマッド大学で教授するためカリフォルニアのクレアモントに移った。1961年から1967年まではパリのユネスコの科学教育を指揮した。
バエズは"The New College Physics: A Spiral Approach" (1967)という教科書の著者である。教科書"The Environment and Science and Technology Education" (1987)や妻のジョアンによって書かれた回顧録"A Year in Baghdad" (1988)の共著者である。博士1967年から1974年にかけてブリタニカ百科事典学校法人に100近くの物理学のフィルムを作成した。1979年から1983年まで国際自然保護連合の教育委員長であった。
1974年6月22日に、イギリスのオープン大学が名誉博士号を授与した。

## 退職
退職後、時たま物理学の講義を行い、貧しい村を援助するためにメキシコで設立された団体ヴィヴァモス・メホールの代表になった。そのプロジェクトには就学前教育、環境計画、コミュニティと教育活動が含まれている。1991年に国際光工学会はX線像顕微鏡とX線像望遠鏡の開発に先駆的な貢献をしたとしてバエズとカークパトリックにデニス・ガボール賞の授与した。1995年にHispanic E ngineer National Achievement Awards Corporation (HENAAC) は技術に秀で人道的奉仕をした人に対するアルバート・V・バエズ賞を設けた。バエズ自身は1998年にHENAACの殿堂に入った。
バエズはフォーク歌手のジョーン・バエズとミミ・ファリーニャ、ポーリン・ブライアンの父であり、数理物理学者ジョン・バエズの叔父である。3人のひ孫がおり、1人の玄孫までいた。老衰のため3年間住んだレッドウッドシティのケアホームで2007年3月20日、94歳で亡くなった。妻のジョアン・ブリッジ・バエズとは数年・亡くなった際も離婚した状態だった（歌手のジョアン・バエズが2009年のニューポートフォークフェスティバルで話したところによると、亡くなる前に復縁し2度目の結婚をしていた)。ニューヨーク・タイムスの死亡記事には「彼の遺族にはカリフォルニアのウッドサイドのジョアン・ブリッジ・バエズも含まれる」とある。

## 発展資料
- Albert Baez bio on Mimi Farina website
- Science and technology discoveries, 1948
- Baez, Albert V.; Baez, Joan (1988). A Year in Baghdad. J. Daniel. ISBN 9780936784380. OCLC 17875340
- HENAAC Hall of Fame Inductees
- “Albert Baez -- scientist, author, father of Joan Baez”. (2007年3月25日)
- Former Harvey Mudd College Faculty Member Albert Baez Dies at Age 94
- Title:	Albert Vinicio Baez and the promotion of science education in the developing world 1912-2007, Fernando Reimers, UNESCO.